# 2月2日广场

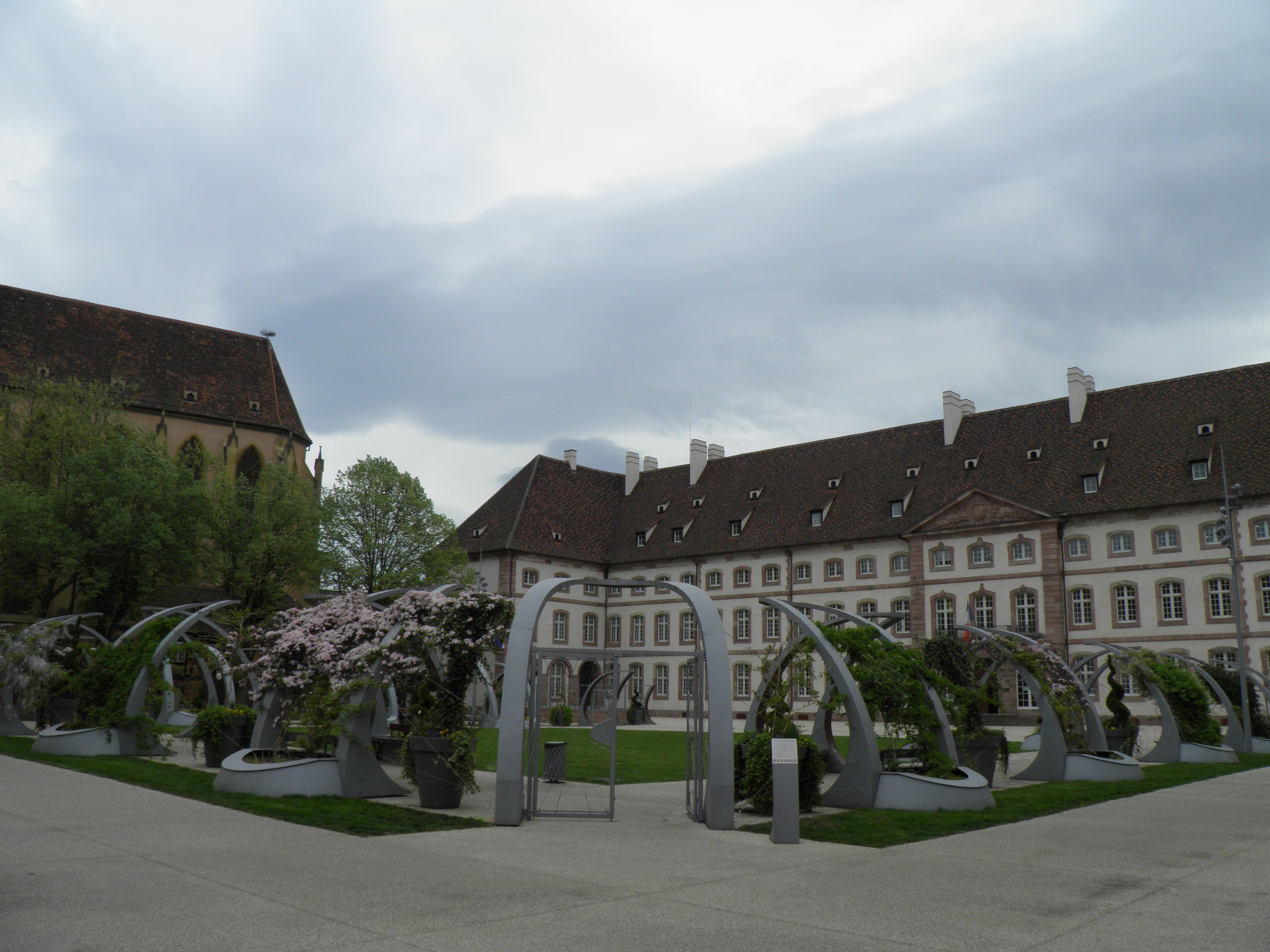
2月2日广场与原医院

2月2日广场（法語：Place du 2-Février）是法国阿尔萨斯上莱茵省科尔马的一个公共广场，位于科尔马的中区。前往广场可经由医院街（rue de l'Hôpital）、巴斯克街（rue Basque）、三人街（rue des Tripiers）、绿山街（rue de la Montagne-Verte）以及哈基斯库伊德-格鲁吉参谋长广场（place du Sergent-Chef-Kouider-Guerroudj-et-de-tous-les-Harkis）。

## 名称
广场得名于1945年2月2日，即在科尔马包围战的战斗中解放城市的日期。

## 建筑
在这个广场上有以下重要建筑：
- 原医院（Ancien hôpital），建于1736年[3])，1929、1946年列为法国历史遗迹

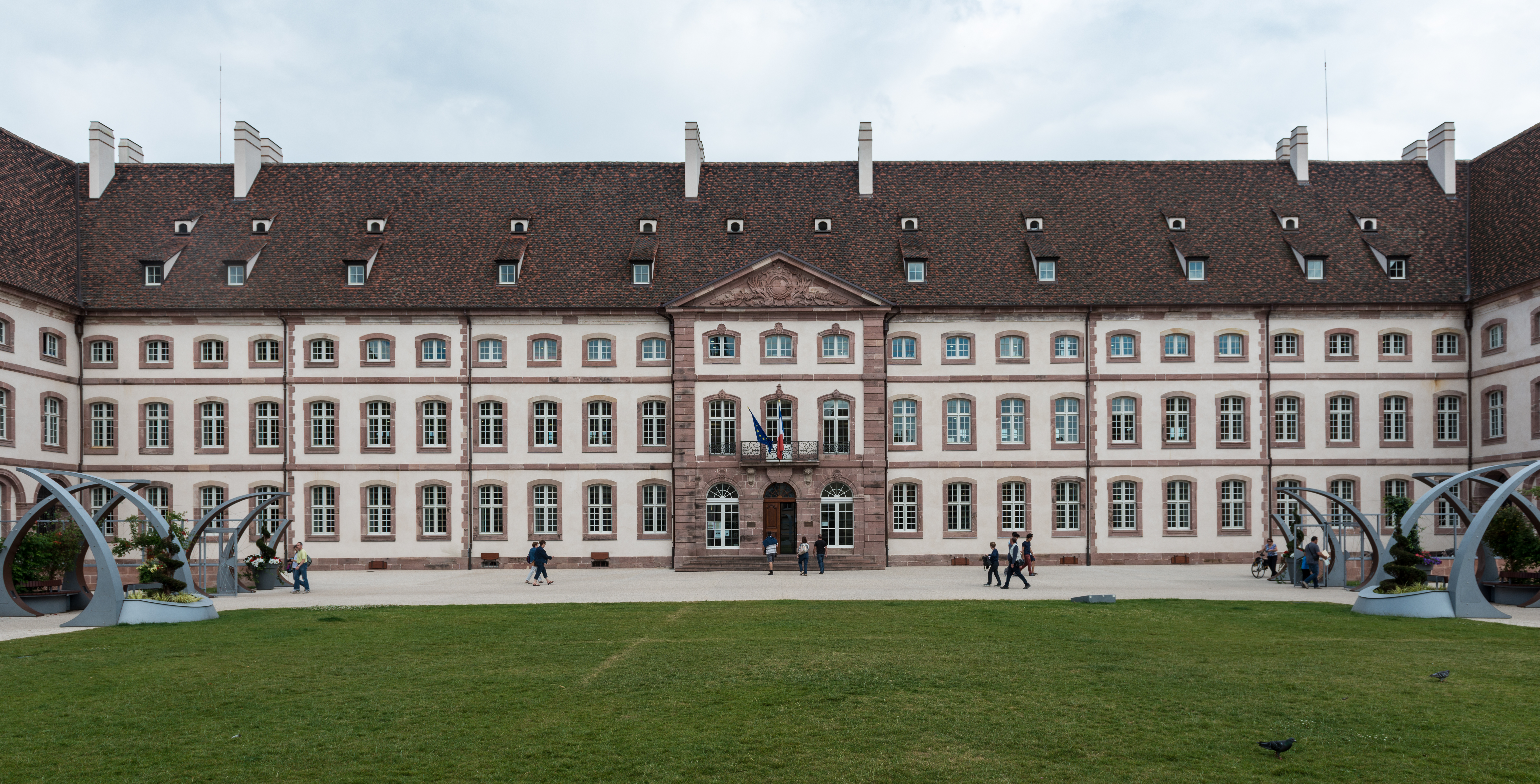
原医院